# Анри Барбюс
Анри Барбюс (на френски: Henri Barbusse) е френски романист и журналист. Той става известен със своя антивоенен роман „Огънят“ (Le Feu), издаден през 1916 г. В основата му стоят преживяванията на Барбюс по време на Първата световна война. Книгата показва растящата му омраза към милитаризма. За „Огънят“ Барбюс печели наградата „Гонкур“.
По-късните му произведения като Manifeste aux Intellectuels показват по-ясно заявена революционна позиция. През есента на 1925 г. той създава и лично оглавява „Комитет за защита на жертвите от фашизма и белия терор в балканските държави“. Освен него в комитета влизат видния френски общественик Жан Вилар и белгийската общественичка Поле Лами. Получила всеобщата подкрепа на прогресивната европейска общественост, анкетната комисия посещава България, Румъния и Югославия и въпреки яростното противодействие на полицията в тия страни вижда със собствените си очи нечуваните страдания на народа. След завръщането си членовете на комисията развиват активна публична дейност в защита на пострадалите от белия терор. Анри Барбюс написва потресаващата документална книга „Палачите“, а Жан Вилар публикува книгата „За това което видях в България“, наситена с органическа ненавист към българския фашизъм и открита симпатия към българския народ.

## Произведения
- 1908 – L'enfer (Адът, роман)
- 1912 – Meissonier (биография)
- 1916 – Le feu (Огънят, роман)
- 1921 – Le couteau entre les dents (Ножът между зъбите ми, роман)
- 1923 – Esperantista Laboristo („Работникът есперантист“, статия в списание)
- 1930 – Manifeste aux intellectuels (роман)
- 1936 – Staline: Un monde nouveau vu à travers un homme (Сталин, биография)

## За него
- Jean Relinger, Henri Barbusse écrivain combattant, Presses universitaires de France, 1994.
- Philippe Baudorre, Barbusse, Le Pourfendeur de la Grande Guerre, Paris, Flammarion, Grandes Biographies, 1995.
- Jean Sanitas, Paul Markides, Pascal Rabate, Barbusse La passion d'une vie, Valmont, 1996.
- Horst F. Müller, Henri Barbusse: 1873-1935; Bio-Bibliographie. Die Werke von und über Barbusse mit besonderer Berücksichtigung der Rezeption in Deutschland. - Weimar, VDG, 2003.